# Calhoun (Tennessee)
Calhoun é uma cidade  localizada no estado norte-americano de Tennessee, no Condado de McMinn.

## Demografia
Segundo o censo norte-americano de 2000, a sua população era de 496 habitantes. 
Em 2006, foi estimada uma população de 519, um aumento de 23 (4.6%).

## Geografia
De acordo com o United States Census Bureau tem uma área de 2,7 km², dos quais 2,6 km² cobertos por terra e 0,1 km² cobertos por água. Calhoun localiza-se a aproximadamente 221 m acima do nível do mar.

## Localidades na vizinhança
O diagrama seguinte representa as localidades num raio de 20 km ao redor de Calhoun. 